# Forte de São Filipe de Benguela
O Forte de São Filipe de Benguela localizava-se na baía das Vacas, na povoação, atual cidade e município de Benguela capital da província de Benguela, no litoral Sul de Angola.

## História
No contexto da União Ibérica, Filipe III de Espanha por Provisão-régia, determinou a separação do "reino de Benguela" do reino de Angola (1615):
"De meu poder real e absoluto, me praz e hei por bem, por esta presente provisão, a capitania, conquista e governo das províncias do dito Reino de Benguela (...) e por ela as erijo e ao dito reino em novo governo, para que de hoje em diante tenham separada a jurisdição e governador."
Pretendia, com essa providência, implementar a busca e exploração das minas de cobre do Sumbe Ambela, a Norte da foz do rio Cuvo (ou Queve), e a Sul de Benguela-Velha, primitiva povoação portuguesa na região, fundada em 1587 e depois extinta, próximo à atual Porto Amboim.
Como Governador, Conquistador e Povoador de Benguela, e simultâneanente Governador de Angola, foi nomeado Manuel Cerveira Pereira. Este, partiu de Luanda a 11 de abril de 1617 no comando de uma força de 130 homens e rumou ao longo da costa para o Sul, até à baía das Vacas, que alcançou a 17 de maio. Aí fundou o Forte de São Filipe de Benguela, que se constituiu em núcleo da povoação de mesmo nome, e que havia de ser a capital do novo domínio português.
O Reino de Benguela foi administrado autonomamente entre 1617 e 1869.
No contexto da conquista de Angola a povoação e o seu forte foram ocupadas por forças da Companhia Neerlandesa das Índias Ocidentais de 1641 a 1648.
Encontra-se assinalado no "Esboço da carta escolar da Colónia de Angola" (1929), coordenado por Armando Teles e desenhado por Henrique Moreira.